# Elisabet Salom Pons
Elisabet Salom Pons (Maó, Menorca, 20 de gener de 1989), coneguda com a Bet Salom, és una gimnasta menorquina.
Va començar a practicar la gimnàstica als 12 anys, per a passar després al club Alaior Esportiu. Quan comptava amb 15 anys, fou internacional amb l'equip espanyol i participà en diversos Campionats del Món i Europeus. El 2007 es va traslladar a la residència Joaquim Blume de Madrid, en formar part del programa ADO. Va aconseguir la classificació per als Jocs Olímpics de Pequín 2008 el setembre de 2007 a Grècia. És la segona olímpica menorquina de la història.
L'any següent, el 2009, va decidir retirar-se per tal de concentrar-se en els seus estudis d'INEF. Després de retirar-se de la competició ha treballat com a entrenadora al club de gimnàstica rítmica BS Menorca Rítmica, una entitat esportiva de Maó, i a col·laborar en diferents activitats esportives. A més a més, treballa amb el Consell de Menorca i el Govern de les Illes Balears en la recerca de joves esportistes.
Al 2010 el Govern de les Illes Balears li concedí el Premi Ramon Llull, «en reconeixement de la seva trajectòria esportiva i per ser un exemple de treball, esforç, perseverança i esperit de superació, que la portaren a la participació als Jocs Olímpics de Pequín».